# Elriksen
Koordinaten: 51° 20′ 5″ N, 9° 12′ 37″ O
Elriksen war eine im Jahre 1307 erstmals urkundlich erwähnte Dorfsiedlung in der heutigen Gemarkung der nordhessischen Stadt Wolfhagen, Landkreis Kassel, die spätestens im Jahr 1515 wüst gefallen war.

## Geographische Lage
Der kleine Ort befand sich etwa 3 km nordöstlich von Wolfhagen auf 288 m am Südufer des Lohbachs, etwas westlich der heutigen Siedlung Philippinenthal, des nördlichen Teils des Wolfhager Stadtteils Philippinenburg und -thal. Dort findet sich heute der amtliche Flurname Elserfeld, mundartlich Ölzerfeld.

## Geschichte
Der Ort wurde 1307 als „Elrixen“ in Urkunden des Klosters Hasungen erstmals erwähnt und 1308 als „villa“ bezeichnet, bestand allerdings schon lange vorher und befand sich, jeweils als Allod, zur Hälfte im Besitz des Johann von Osede und zur Hälfte in dem der Herren von Helfenberg. In den Jahren 1307 bis 1309 verkauften die Helfenberger dem Abt und Konvent von Hasungen ihre Güter und Rechte, einschließlich des Zehnten, in Elrixen, und 1309 kauften Abt und Konvent schließlich auch die niedere Gerichtsbarkeit im Ort, die zuvor hälftig denen von Helfenberg und dem Johann von Osede gehört hatte.